# Symplecis clipeator
Symplecis clipeator är en stekelart som först beskrevs av William Lundbeck 1897.  Symplecis clipeator ingår i släktet Symplecis och familjen brokparasitsteklar. Inga underarter finns listade i Catalogue of Life.